# Odontolytes viejoae
Odontolytes viejoae är en skalbaggsart som beskrevs av Zdzisława Stebnicka och Paul E.Skelley 2005. Odontolytes viejoae ingår i släktet Odontolytes och familjen Aphodiidae. Inga underarter finns listade i Catalogue of Life.